# Rostov trên sông Đông
Rostov trên sông Đông (tiếng Nga: Росто́в-на-Дону́ Rostov-na-Donu, tiếng Anh: Rostov-on-Don) là một thành phố, thủ phủ tỉnh Rostov và Vùng liên bang Phía Nam của Nga, nằm trên sông Don, cách biển Azov 46 km. Dân số năm 2015 ước tính 1.115.000 người.

## Lịch sử
Rostov hình thành dưới triều nữ hoàng Elizaveta vào giữa thế kỷ 18. Là cảng trên sông Đông, Rostov phát triển như một trung tâm thủy vận với tàu bè xuôi ngược trên sông.

## Hình thế
Sông Đông ngăn thành phố Rostov thành hai khu. Bên hữu ngạn là quảng trường chính với Nhà hát kịch nghệ Maxim Gorky. Bên tả ngạn đang thực hiện sân vận động lớn với 45.000 chỗ để kịp Cúp Thế giới 2018 khi Rostov là một nơi đấu trường giữa các đội bóng đá.

## Kinh tế
Nền kinh tế Rostov trên sông Đông dựa vào ngành vận tải và ngành chế tạo máy. Nơi đây là một trung tâm chế tạo máy bay trực thăng và máy nông nghiệp. Ngành nông nghiệp của Rostov trên sông Đông đóng góp tới một phần ba sản lượng dầu hướng dương của Nga.

## Giáo dục
Rostov trên sông Đông là một trung tâm giáo dục bậc cao và nghiên cứu của Nga ở miền Nam. Trường Đại học Y Quốc gia Rostov thành lập năm 1918. Trường Đại học Kỹ thuật Quốc gia Don thành lập từ năm 1930. Trường Đại học Tổng hợp Liên bang phía Nam được thành lập từ năm 1957. Ngoài ra còn nhiều trường đại học khác.

## Các nhân vật nổi tiếng
Các nhà văn, thi sĩ nổi tiếng của Rostov trên sông Đông là Anton Chekhov, Mikhail Sholokhov, Alexander Pushkin, Maxim Gorky, Sergey Yesenin, Shushanik Kurghinian, Aleksey Nikolayevich Tolstoy, Alexander Solzhenitsyn, Yuri Zhdanov và Mikael Nalbandian. Gần đây hơn có Tony Vilgotsky. Aleksandr Solzhenitsyn từng sống ở đây suốt 18 năm.
Nhà bác học Dmitri Mendeleev là người Rostov.

## Hình ảnh

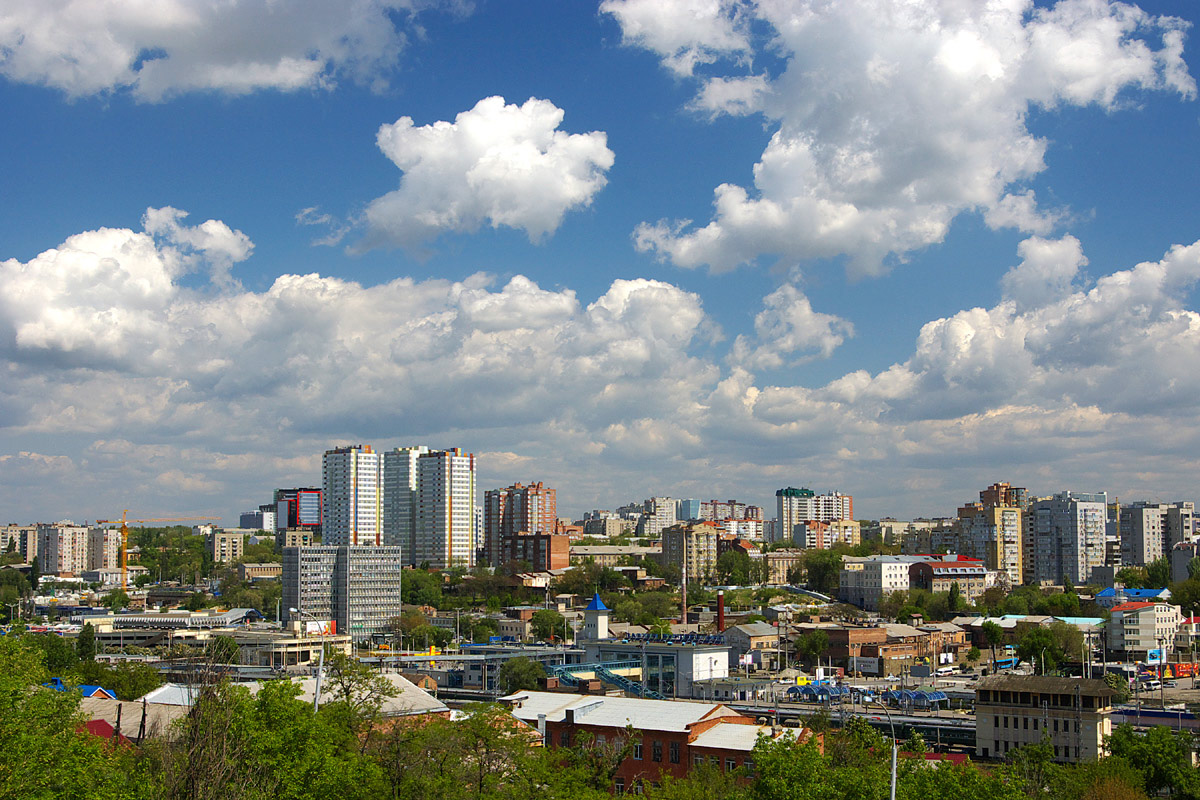
Quang cảnh trung tâm thành phố
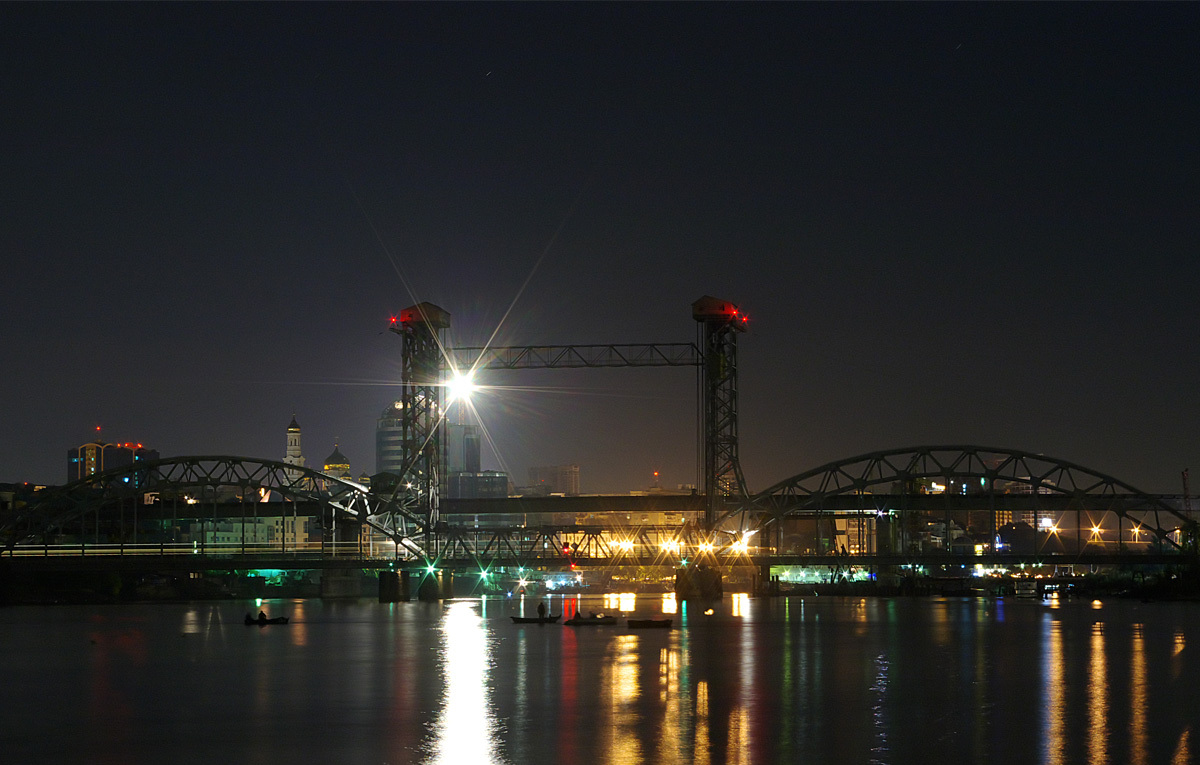
Buổi tối ở cầu đường sắt trên sông Đông
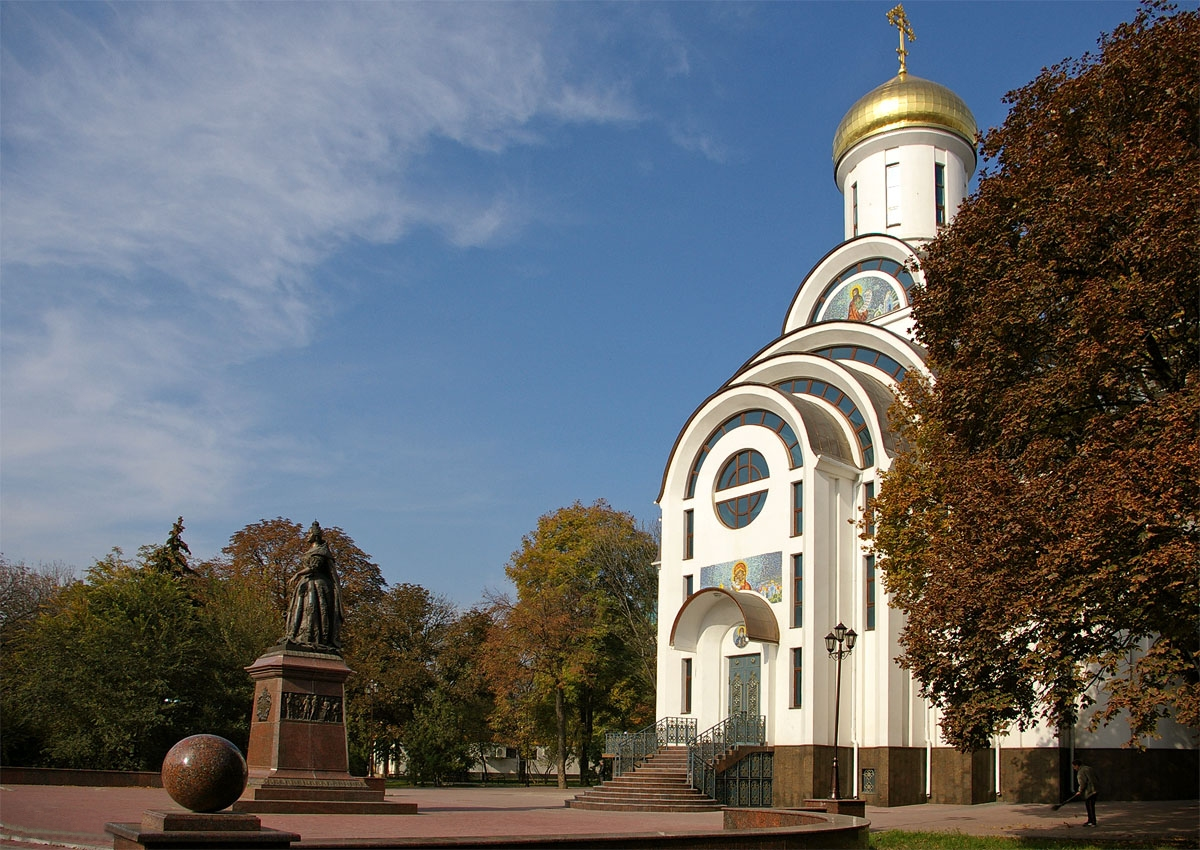
Quảng trường Pokrovsky
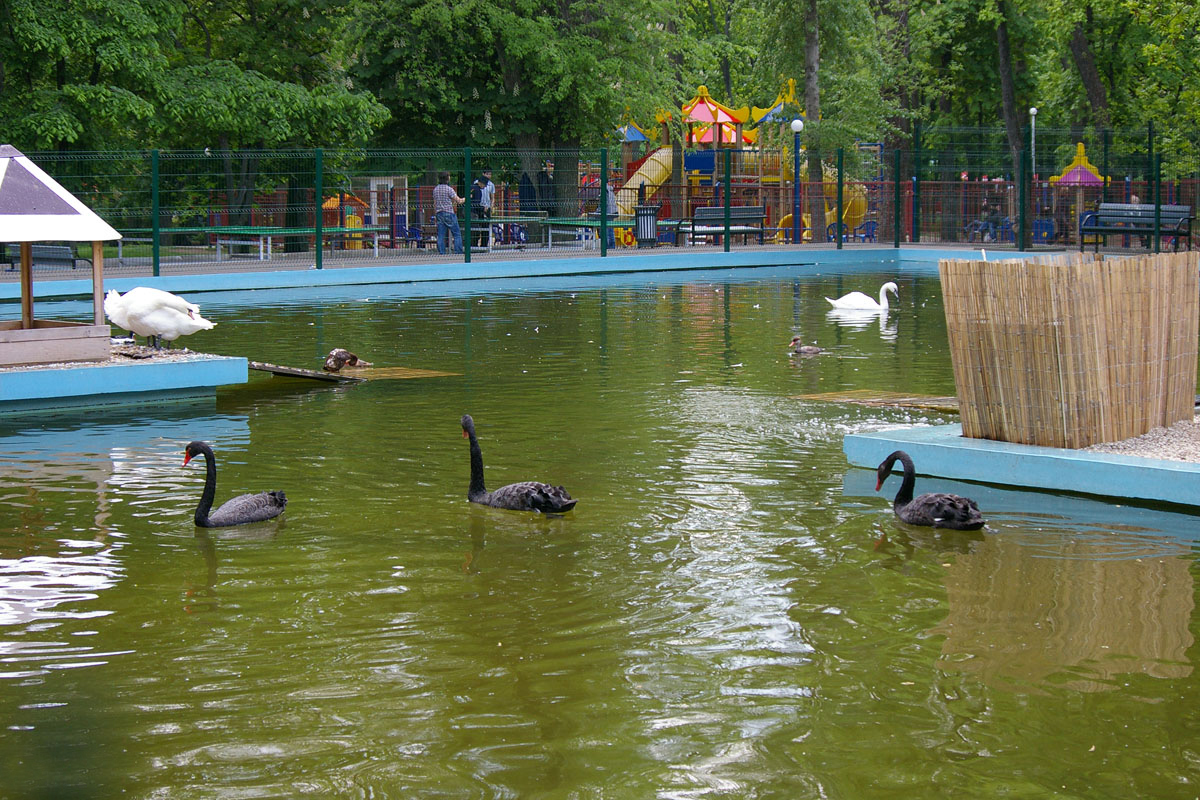
Chim trong công viên Cách mạng Tháng Mười
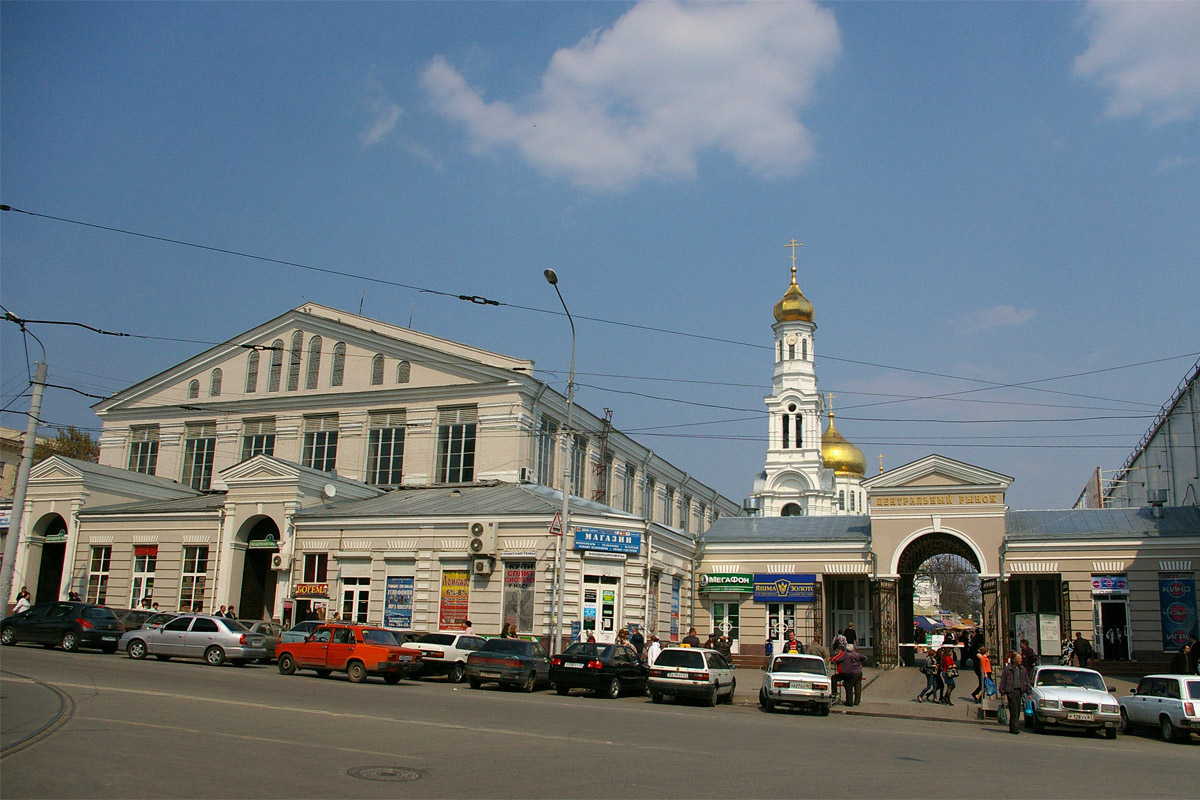
Lối vào chợ trung tâm thành phố
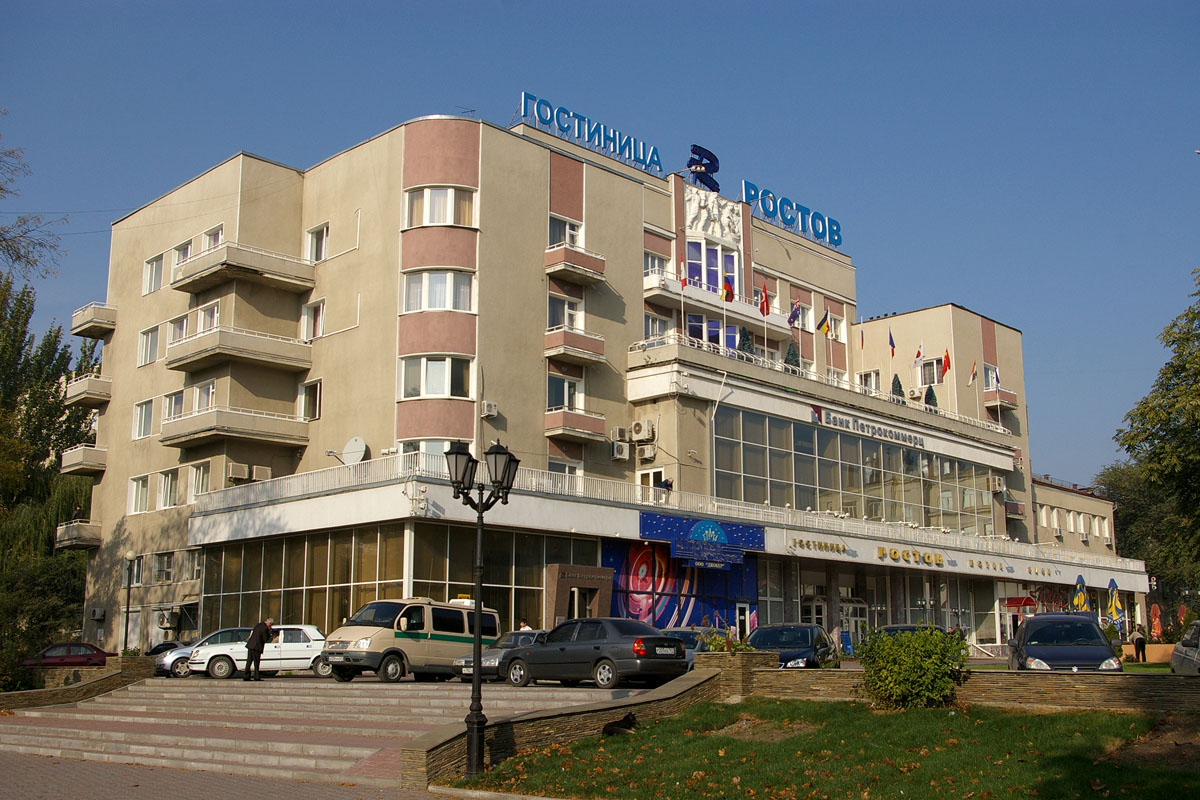
Khách sạn "Rostov"
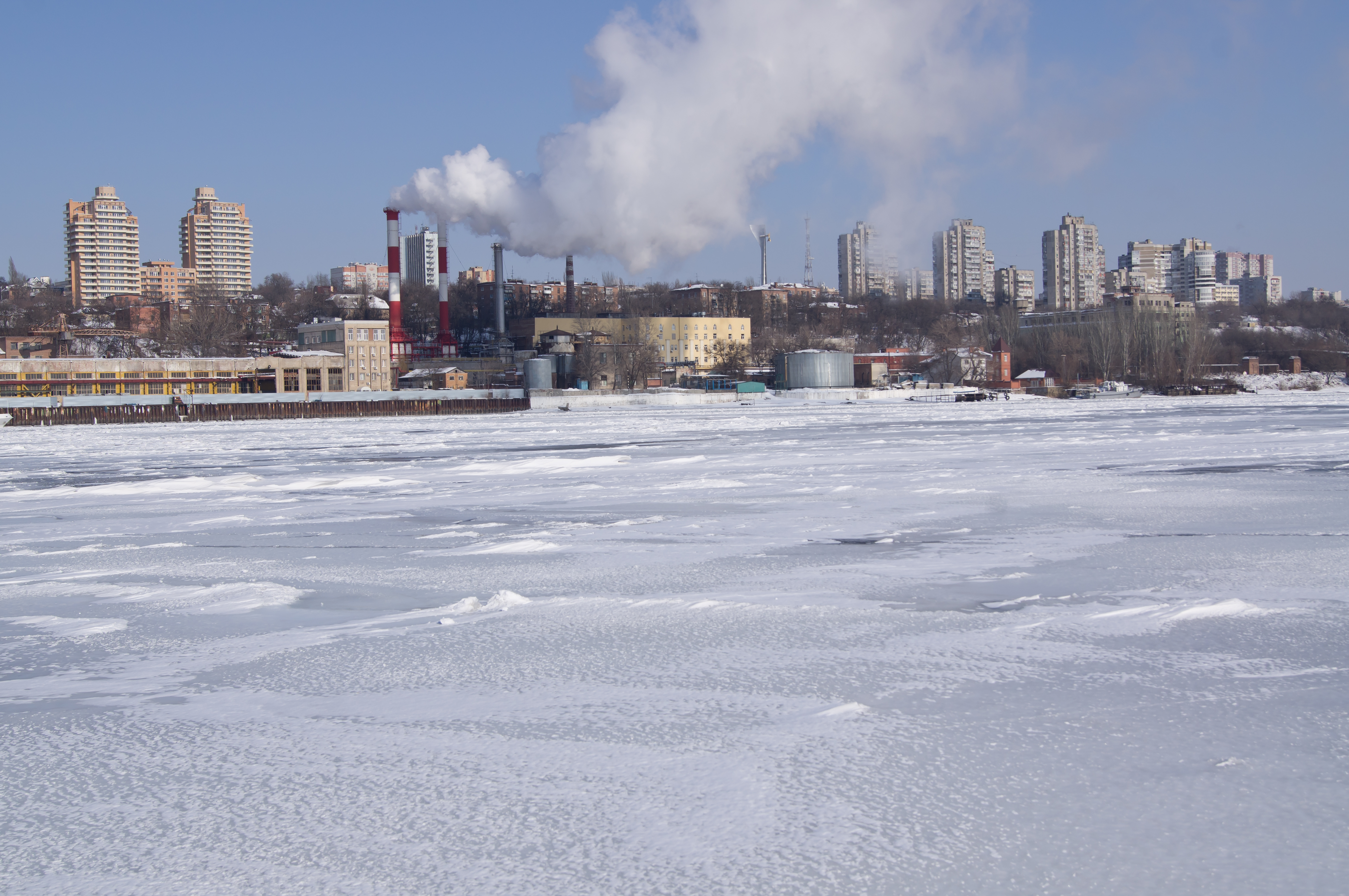
Quang cảnh Rostov
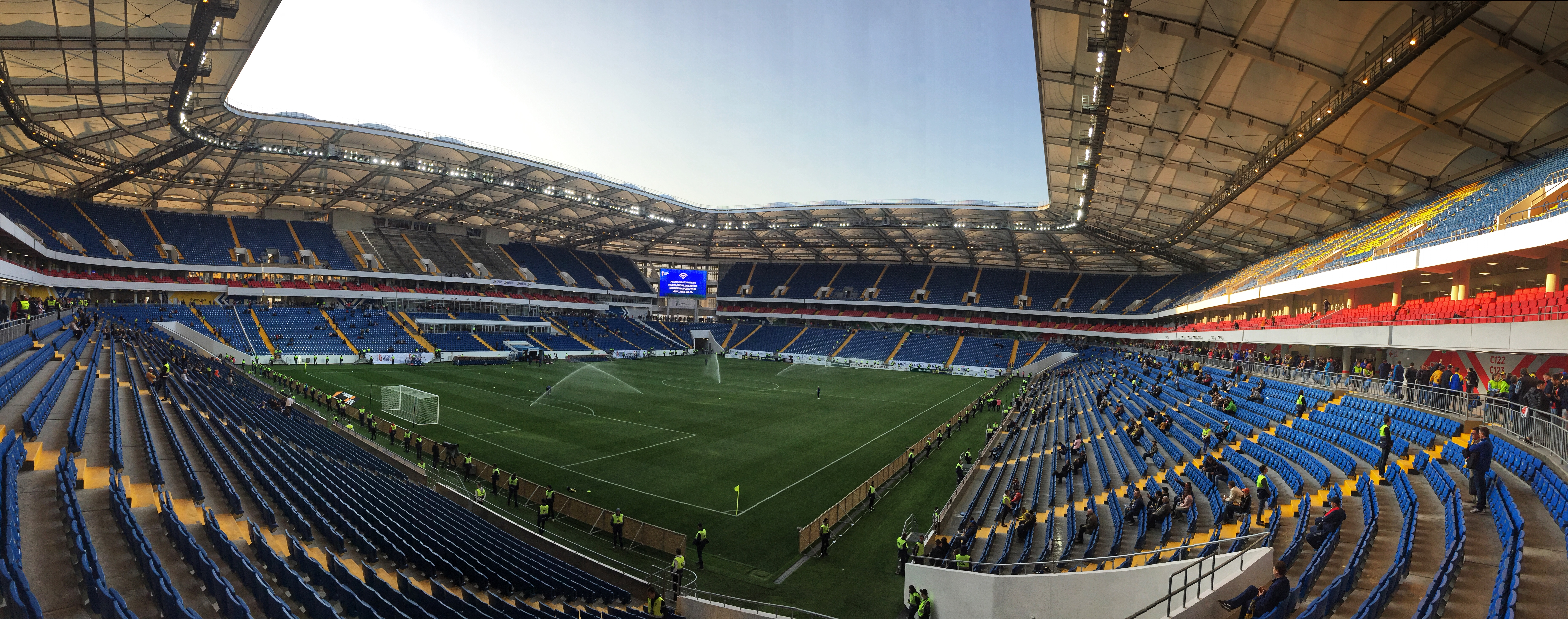
Sân vận động trung tâm

## Liên kết
- Railway museum at Rostov-on-Don
- (tiếng Nga) Official Rostov-on-Don Administration Site
- (tiếng Anh) A history of Rostov Lưu trữ ngày 21 tháng 8 năm 2008 tại Wayback Machine
- (tiếng Nga) Rostov-on-Don Entertainment Site
- (tiếng Nga) 1983 Rostov and surrounds Topographic map 1:100,000 made by Soviet Army HQ (Service use only)
- (tiếng Nga) Churches of Rostov-on-the-Don Lưu trữ ngày 12 tháng 9 năm 2009 tại Wayback Machine
- (tiếng Nga) Archeological museum-preserve Tanais (biggest in Russia) near Rostov-on-Don
- Rostov-on-Don Photos Lưu trữ ngày 20 tháng 1 năm 2010 tại Wayback Machine
- (tiếng Anh) Rostov Aviation Portal Lưu trữ ngày 20 tháng 3 năm 2017 tại Wayback Machine English language support forum
- (tiếng Nga) Rostov-on-Don City Portal Lưu trữ ngày 8 tháng 2 năm 2010 tại Wayback Machine
- (tiếng Nga) Rostov-on-Don City Map
- (tiếng Nga) Football Club FC Rostov
- (tiếng Nga) Football Club FC SKA Rostov
- (tiếng Anh) Jewish Rostov Lưu trữ ngày 15 tháng 8 năm 2009 tại Wayback Machine
- (tiếng Anh) Jewish Community of Rostov-on-Don[liên kết hỏng]
- (tiếng Anh) Rostov-on-Don city architecture photos
- (tiếng Anh)  Rostov State Medical University